# الناصرة (إدلب)
الناصرة قرية سورية تتبع ناحية الجانودية في منطقة جسر الشغور في محافظة إدلب. بلغ عدد سكانها 128 نسمة في عام 2004 حسب إحصاء المكتب المركزي للإحصاء.